# Équipe du Liechtenstein de football
Vous lisez un « bon article » labellisé en 2015.
Maillots
Actualités
L'équipe du Liechtenstein de football (en allemand Liechtensteinische Fussballnationalmannschaft) est constituée par une sélection des meilleurs joueurs liechtensteinois sous l'égide de la Fédération du Liechtenstein de football. Surnommée les Bleus-Rouges, elle représente le pays lors des compétitions continentales et internationales.
Après la création du Liechtensteiner Fussballverband en 1934, qui adhère à la FIFA et à l'UEFA en 1974, l'équipe nationale dispute la première rencontre internationale de son histoire en 1981 face à Malte.
Les Liechtensteinois disputent la plupart de leurs rencontres à domicile au Rheinpark Stadion, stade d'une capacité de 6 127 places situé à Vaduz, capitale du pays. 160e du premier classement FIFA en août 1993, la sélection a terminé l'année 2024 au 204e rang mondial du classement FIFA.

## Histoire

### Premiers pas de la sélection liechtensteinoise (1932-1993)

#### Le football au Liechtenstein avant 1981
Le football dans la principauté du Liechtenstein s'est formalisé en 1932 avec la fondation de trois clubs : le FC Vaduz (le 14 février), le FC Balzers (le 1er mai) et le FC Triesen (le 6 juin).
Entre 1934 et 1937, les clubs du Liechtenstein sont affiliés à l'Association cantonale de football de Saint-Gall, qui organise une compétition entre clubs de la principauté afin de déterminer le champion du Liechtenstein. Quatre saisons sont organisées entre 1934 et 1937. Entre-temps, la Fédération du Liechtenstein de football (en allemand Liechtensteiner Fussballverband, abrégé en LFV) est créée le 28 avril 1934, représentant une principauté de 10 300 habitants en 1934. Une sélection du Liechtenstein est mise en place mais n'étant pas affiliée à une instance internationale, elle ne dispute que des matchs contre des clubs, d'où des rencontres régionales. La fédération crée la seule compétition existante sur son sol, la Coupe du Liechtenstein de football (en allemand Liechtensteiner Cup), en 1946, qui existe encore aujourd'hui.
En 1974, la LFV, créée quarante années auparavant, rejoint les instances dirigeantes du football mondial et européen, la FIFA le 16 janvier et l'UEFA, le 22 mai. Toutefois, ce n'est que sept ans plus tard, en 1981, que la Nati (contraction de l'expression Liechtensteinische Fussballnationalmannschaft pour « équipe nationale liechtensteinoise de football ») dispute ses premiers matchs.

#### Les débuts de la sélection (1981-1993)
Invitée à la Coupe du Président 1981, à Séoul, en Corée du Sud, la sélection est affectée au groupe B, comprenant Malte, la Thaïlande, l'Indonésie, mais également des clubs sud-américains : le club uruguayen de Danubio FC et le club brésilien de Vitória FC. Son premier match se déroule le 14 juin 1981, contre Malte. Durant la première mi-temps, l'équipe du Liechtenstein ouvre le score par l'intermédiaire de Ludwig Sklarski, qui devient ainsi le premier buteur de l'histoire de la sélection. La rencontre se solde finalement par un match nul 1-1. Elle connaît ensuite ses premières défaites, contre la Thaïlande deux jours plus tard, deux buts à zéro, contre le club uruguayen de Danubio FC, un but à zéro, et le club brésilien de Vitória FC (déjà vainqueur de ce tournoi en 1979), deux buts à zéro. Enfin, contre l'Indonésie, la sélection remporte trois buts à deux le premier match de son histoire, grâce à un triplé de Donath Marxer. Elle termine cinquième et avant-dernière du groupe B et n'est pas qualifiée pour les demi-finales. La LFV ne recense pas ces matchs alors qu'à l'exception des matchs contre les clubs, la FIFA les considère comme les premiers matchs de la sélection.
Fort de ce bilan plutôt encourageant, le Liechtenstein dispute le 9 mars 1982 un match contre la Suisse, à Balzers qui se solde par une courte défaite, d'un but à zéro, le but étant inscrit par Jean-Paul Brigger à la septième minute. Bien qu'il s'agisse du cinquième match officiel selon la FIFA, la fédération liechtensteinoise considère cette rencontre comme premier match officiel.
Puis le 6 juin de la même année, à Vaduz a lieu une rencontre non officielle contre une sélection pékinoise, se soldant par une victoire deux buts à zéro, grâce à un doublé du milieu de terrain Manfred Moser.
Par la suite, hormis un match amical contre l'Autriche se soldant par une défaite sur le score de six buts à zéro, la sélection principautaire ne dispute plus aucune rencontre jusqu’en 1990. Seulement trois matchs ont lieu entre 1990 et 1993, se soldant par trois défaites à domicile, contre les États-Unis (quatre buts à un), qui étaient en préparation pour la Coupe du monde 1990, puis la Suisse (six buts à zéro) et pour finir l'Estonie (deux buts à zéro).
À partir de l'année 1994, l'équipe nationale peut ainsi disputer les phases qualificatives des championnats d'Europe de football et de la Coupe du monde.

### Le Liechtenstein, un des petits poucets du football européen

#### De 1994 à 2003: la découverte difficile du niveau européen

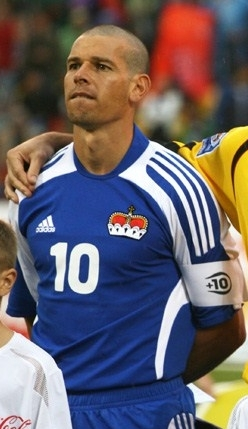
Mario Frick, attaquant liechtensteinois.

Le 20 avril 1994, la sélection liechtensteinoise dispute son premier match officiel de qualification en vue de l'Euro 1996. Cette rencontre, qui se déroule à Belfast, les oppose à l'Irlande du Nord, et alors qu'il était mené de quatre buts, le Liechtenstein inscrit à son tour un but grâce à son défenseur Daniel Hasler réduisant l'écart avec le seul but que le joueur du FC Vaduz inscrit dans sa carrière internationale. Depuis ce match, le Liechtenstein prend part à toutes les phases qualificatives internationales aussi bien pour le Championnat d'Europe que la Coupe du monde, mais ne s'est jamais qualifié pour l'une d'entre elles.
Martin Heeb - Thomas Hanselmann, Jürgen Ospelt, Daniel Telser, Alex Quaderer, Daniel Hasler, Roland Hilti (de), Stefan Hassler, Harry Zech (de) - Ralf Oehri, Franz Schädler (de)
Cette sélection connaît des éliminatoires pour la Coupe du monde 1998 particulièrement difficiles en encaissant pas moins de cinquante-deux buts dont onze contre la Macédoine, le 9 novembre 1997, ce qui constitue la pire défaite de la sélection du Liechtenstein.
Sa première victoire et par conséquent ses premiers points lors d'éliminatoires de championnat d'Europe intervient le 14 octobre 1998 à Vaduz contre l'Azerbaïdjan, remportant le match sur le score de deux buts à un, grâce à des buts du capitaine Mario Frick et de Martin Telser. Cette victoire permet de mettre un terme à une série de trente matchs sans victoire dont un seul match nul. Cette victoire constitue la seule de la décennie 1990.
Le Liechtenstein est la seule équipe qui s'est fait battre par Saint-Marin, le 28 avril 2004 , le 5 septembre 2024 et le 18 novembre 2024, respectivement en match amical et 2 fois en Ligue des Nations, les deux 1ers matchs se soldant sur le score d'un but à zéro à l'extérieur, le dernier en date par une défaite 1-3 à domicile,.

#### La campagne pour le Mondial 2006: une performance pour le Liechtenstein
Peter Jehle - Martin Telser, Daniel Hasler, Christof Ritter, Michael Stocklasa - Raphael Rohrer, Martin Stocklasa, Andreas Gerster, Franz Burgmeier - Thomas Beck, Mario Frick
La meilleure performance est à ce jour un total de huit points récoltés lors des éliminatoires pour le Mondial 2006. Après une défaite contre l'Estonie (1-2) et une débâcle contre la Slovaquie (0-7), le Liechtenstein affronte le favori du groupe et finaliste de l'Euro 2004, le Portugal de Pauleta. Au Rheinpark Stadion, devant 3 900 spectateurs, le Portugal mène deux buts à zéro à la mi-temps grâce à un but de Pauleta à la 23e minute et un but contre son camp de Daniel Hasler à la 39e minute. Au retour des vestiaires, Franz Burgmeier réduit la marque à la 48e minute puis Thomas Beck égalise à la 76e minute, ce qui permet au Liechtenstein d'engranger son premier point lors d'éliminatoires de Coupe du monde. Cela constitue ainsi une surprise et une contre-performance pour le Portugal.
Quatre jours plus tard, le 13 octobre 2004, au stade Josy-Barthel de Luxembourg, le Liechtenstein rencontre les joueurs du Grand-Duché. L'équipe remporte une victoire sur le score de quatre buts à zéro, qui devient ainsi la plus large victoire obtenue par la principauté et également sa première victoire à l'extérieur en matchs officiels, grâce au doublé de Franz Burgmeier et aux buts de Martin Stocklasa et de Mario Frick.
Il continue dans ces qualifications à prendre des points au Rheinpark Stadion face à la Slovaquie dans un premier temps avec un match nul et vierge, qui lui octroie un point de plus, puis dans un second temps avec une nouvelle victoire face au Luxembourg, qui rapporte trois points supplémentaires permettant au Liechtenstein d'obtenir un total de huit points. Grâce à ces performances, l'équipe se classe cinquième de son groupe et ne termine pas à la dernière place pour la première fois de son histoire.

#### Depuis 2006: retour à la normale

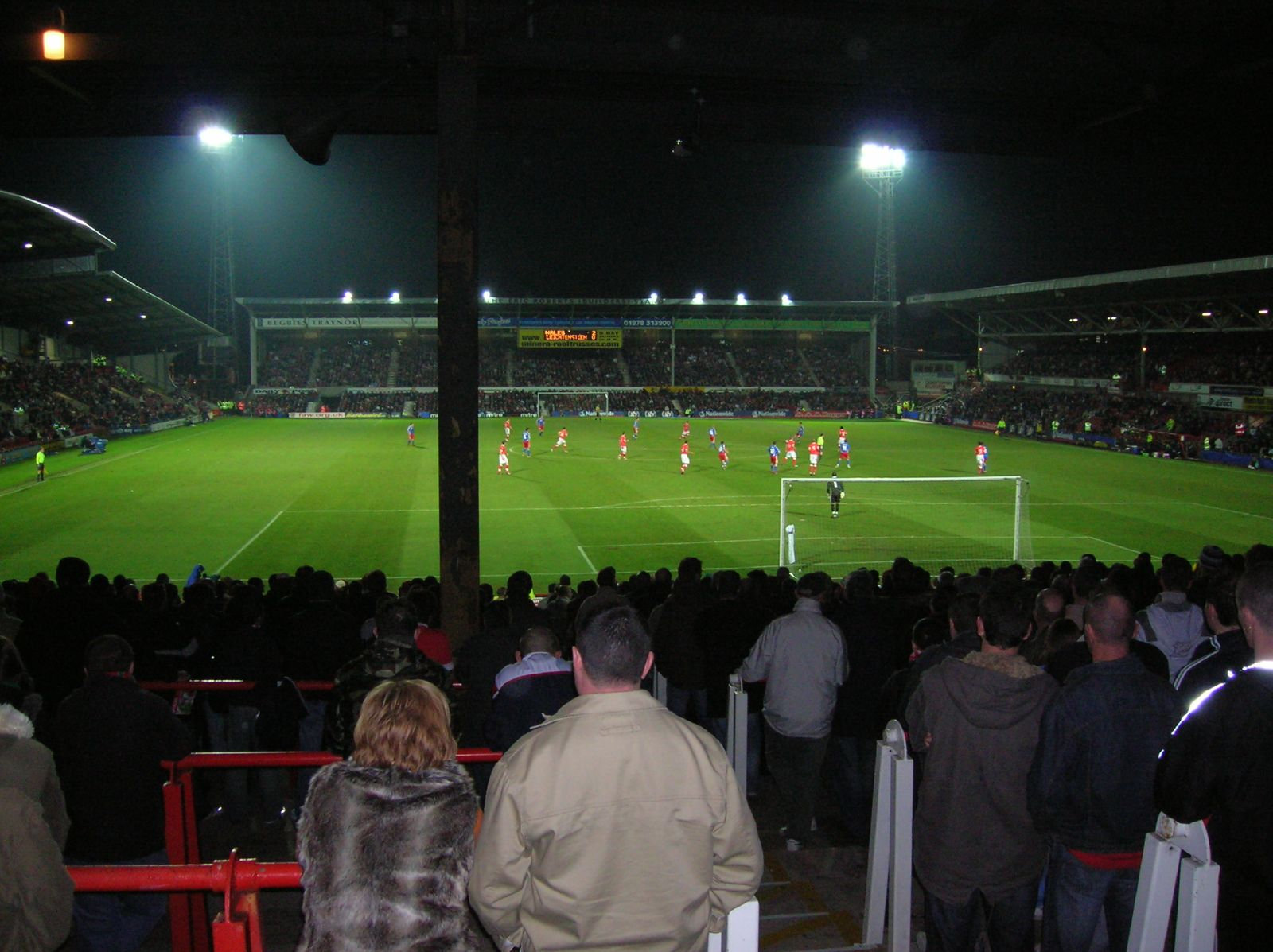
Match du Liechtenstein contre le Pays de Galles, le 14 novembre 2006 en football à Wrexham, se soldant par une défaite des Bleus-Rouges, sur le score de quatre buts à zéro.

Après les éliminatoires de la Coupe du monde 2006, le Liechtenstein réussit l'exploit de gagner deux matchs lors des qualifications pour le championnat d'Europe 2008, en s'imposant face à la Lettonie sur le plus petit des scores avec un nouveau but du capitaine Mario Frick à la 17e minute. Il confirme ce bon résultat deux mois plus tard en réalisant un match nul (1-1) contre l'Islande, à Reykjavik. L'équipe de la principauté retrouve l'Islande chez elle à Vaduz et réussit à décrocher sa seconde victoire sur le score de trois buts à zéro avec le treizième but de Mario Frick et un doublé de Thomas Beck. Cette victoire constitue la plus grande victoire lors de qualifications pour un championnat d'Europe pour le Liechtenstein mais cela ne doit pas cacher que l'équipe a connu de lourdes défaites contre l'Espagne, le Danemark, l'Irlande du Nord et elle ne peut l'empêcher de finir dernier du classement avec un total de sept points soit un de moins que son adversaire islandais.
Après la campagne de qualification européenne, les Bleus-Rouges subissent une lourde défaite contre Malte sur le score de sept buts à un en mars 2008, avec l'exclusion du liechtensteinois Fabio D'Elia à la 21e minute et deux penalties sifflés en faveur des Maltais. Quelques mois après ce match, l'équipe affronte l'Allemagne à domicile et doit s'incliner sur le score de six buts à zéro. Quelques jours plus tard, l'équipe réalise un match nul et vierge contre l'Azerbaïdjan. Début 2009, les Bleus-Rouges accrochent quelques sélections sans pouvoir toutefois s'imposer. La sélection décroche finalement son deuxième et dernier point face à la Finlande en septembre 2009. L'équipe termine finalement dernière de son groupe.
Pour les qualifications de l'Euro 2012, les Bleus-Rouges subissent de nombreuses défaites, notamment contre l'Espagne alors championne du monde en titre. En matchs amicaux, la sélection réalise des résultats encourageants comme des matchs victorieux face à Saint-Marin et Andorre respectivement en février 2011 et août 2012 en amical, tous deux sur le score d'un but à zéro. Dans le cadre des éliminatoires du Championnat d'Europe 2012, elle décroche une victoire sur le score de 2-0 face à la Lituanie, alors qu'ils évoluaient sans leur capitaine et buteur Mario Frick, ni avec leur gardien habituel Peter Jehle.
Lors des éliminatoires pour la Coupe du monde 2014, les Bleus-Rouges sont humiliés à domicile lors son premier match perdu contre la Bosnie-Herzégovine (1-8). L'équipe perd beaucoup de matchs de ses qualifications et remporte ses deux seuls points lors de matchs nuls contre la Lettonie et la Slovaquie. La sélection termine dernière de son groupe.
Pour la campagne qualificative de l'Euro 2016 en France, le Liechtenstein réussit à terminer avant-dernier du groupe et à avoir cinq points, réussissant un match nul et vierge à domicile contre le Monténégro, une victoire à l'extérieur contre la Moldavie, sur le score d'un but à zéro, grâce au neuvième but de Franz Burgmeier puis un nul à domicile au retour (1-1) contre ces mêmes Moldaves, lanternes rouge de la poule avec trois unités de moins.
Lors des éliminatoires pour la Coupe du monde 2018, les Bleus-Rouges perdent leurs 10 rencontres et pointe à la dernière place de son groupe avec aucun point inscrit et un seul but marqué (à l'extérieur contre Israël) contre 39 encaissés.
Dans le groupe 4 de la Ligue D lors de l'édition 2018-2019 de Ligue des nations, le Liechtenstein termine dernier de son groupe avec une seule victoire, à domicile contre Gibraltar (2-0) et un match nul, toujours à domicile, contre l'Arménie (2-2).
Lors des éliminatoires de l'Euro 2021, le Liechtenstein parvient à inscrire deux points grâce à deux scores de parité, à l'extérieur contre la Grèce (1-1) et à domicile contre l'Arménie (1-1) mais termine toutefois à la dernière place de son groupe avec 2 buts marqués et 31 réalisations encaissées.
Lors de l'édition 2020-2021 de Ligue des nations, le Liechtenstein échoue à être promu en Ligue C et affiche un bilan en demi-teinte avec un seul succès (2-0 sur la pelouse de Saint-Marin), deux matchs nuls (0-0 à domicile contre Saint-Marin et 1-1 à Gibraltar) et une défaite (0-1 à domicile contre Gibraltar, son concurrent direct finalement promu). Les Bleus-Rouges auront déçu en étant incapable de remporter la moindre rencontre à domicile, en ayant une nouvelle fois été devancés au classement par Gibraltar comme lors de l'édition précédente et en ayant été globalement dominés lors du résultat vierge contre Saint-Marin.
Les éliminatoires de la Coupe du monde 2022 voient à nouveau le Liechtenstein terminer dernier de sa poule, avec un point au compteur grâce à un match nul sur la pelouse de l'Arménie (1-1), pour 9 revers et un bilan de 2 buts inscrits contre 34 encaissés.
L'édition 2022-2023 de Ligue des nations est également une déconvenue pour le Liechtenstein qui termine dernier de son groupe avec 6 défaites en autant de rencontres disputées et un seul but inscrit, à l'extérieur contre Andorre (défaite 1-2), soit son plus mauvais bilan dans cette compétition en 3 éditions.
Le Liechtenstein a débuté l'année 2024 par quatre matches amicaux, avec deux défaites et deux matches nuls. L'un des matchs nuls a été réalisé à l'extérieur, contre la Roumanie, quelques jours avant l'UEFA Euro 2024, un tournoi pour lequel la Roumanie s'était qualifiée sans défaite.
Le Liechtenstein a débuté sa campagne de Ligue des nations 2024-2025 par une défaite 0-1 à Saint-Marin après qu'un but liechtensteinois ait été refusé pour cause de hors-jeu, offrant ainsi aux Sammarinais leur première victoire en compétition. Le Liechtenstein a ensuite fait deux matches nuls contre Gibraltar (2-2 à l'extérieur et 0-0 à domicile avec un penalty décisif manqué dans les arrêts de jeu du match retour contre Gibraltar) avant de s'incliner à nouveau contre Saint-Marin, cette fois 1-3 à Vaduz, terminant à la dernière place du Groupe D1 avec 2 points. Entre les deux matches nuls contre Gibraltar, le Liechtenstein a mis fin à une série de 41 matches sans victoire en s'imposant 1-0 face à Hong Kong en match amical.

## Composition

### Joueurs

#### Provenance des joueurs
La plupart des internationaux jouent dans le Championnat du Liechtenstein ou de Suisse et très peu évoluent dans le reste de l'Europe. Un seul a joué en dehors de l'Europe, il s'agit de Michele Polverino, jouant en deuxième division iranienne, avec le Steel Azin, entre 2011 et 2012. Certains joueurs évoluant à l'étranger ainsi que ceux du FC Vaduz (Championnat de Suisse de football) sont professionnels, les autres ayant le statut d'amateur.

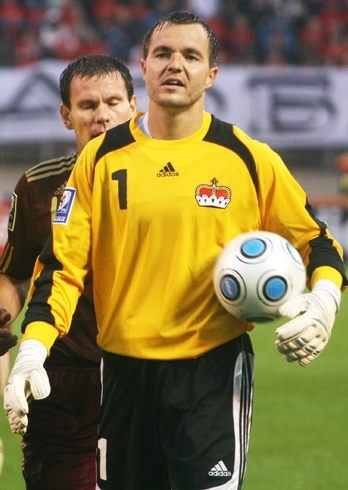
Peter Jehle, le gardien le plus capé avec 115 sélections, faisant de lui le deuxième joueur le plus capé de la sélection du Liechtenstein.

#### Joueurs importants
Retraité depuis 2015, le joueur le plus connu de la sélection du Liechtenstein est Mario Frick. Il est le meilleur buteur de la nation (16), et le recordman des sélections (125). Né en Suisse (à Coire), il a évolué pour les Bleus-Rouges entre 1993 et 2015.
Capitaine de la sélection, il fut le premier joueur du Liechtenstein à jouer en Série A, avec le Hellas Vérone, l'espace d'une saison 2001-2002, puis avec l'AC Sienne pendant trois saisons (2006 à 2009). Il retourne ensuite en Suisse, puis au Liechtenstein. En 2011, il retrouve le FC Balzers, où il termine sa carrière en tant que joueur-entraîneur en 2016.
Franz Burgmeier est le deuxième meilleur buteur de la sélection avec onze buts inscrits. Jouant comme milieu de terrain, il joue dans les championnats suisses et du Liechtenstein, mais a aussi joué en Angleterre une saison en quatrième division avec le Darlington FC.

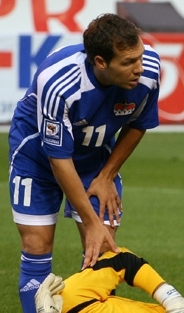
Franz Burgmeier, le deuxième meilleur buteur de la sélection avec onze buts.

Le gardien de but Peter Jehle est le deuxième joueur le plus capé de la sélection. Né en Suisse, à Grabs, il a joué au Portugal pendant deux saisons (2006-2008) au Boavista Porto, puis en deuxième division française avec le Tours FC entre 2008 et 2009. Il joue actuellement au FC Vaduz depuis 2009.

### Sélectionneurs
| Entraîneur       | Période                                              | M  |
| ---------------- | ---------------------------------------------------- | -- |
| Dietrich Weise   | octobre 1990 - décembre 1996                         | 18 |
| Ralf Loose       | juillet 1998 - juillet 2003                          | 32 |
| Martin Andermatt | mars 2004 - octobre 2006                             | 24 |
| Hans-Peter Zaugg | janvier 2007 - octobre 2012                          | 45 |
| Rene Pauritsch   | novembre 2012 - novembre 2018, mars 2023 - juin 2023 | 20 |
| Helgi Kolviðsson | novembre 2018 - décembre 2020                        | 16 |
| Martin Stocklasa | décembre 2020 - mars 2023                            | 21 |
| Konrad Fünfstück | juin 2023 -                                          | 22 |

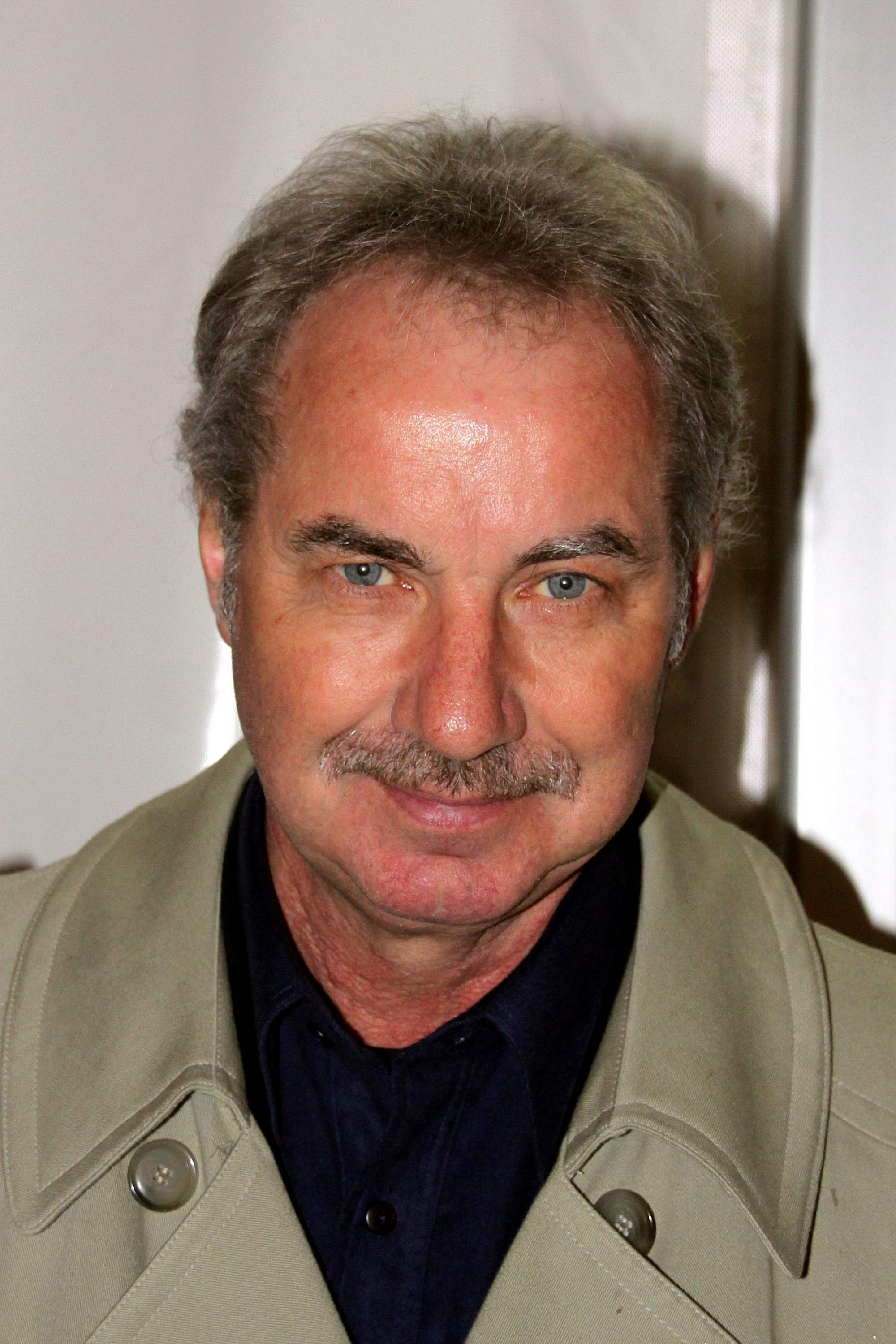
L'ancien sélectionneur de l'Autriche Alfred Riedl prend les rênes de la sélection du Liechtenstein de 1997 à 1998.

15 techniciens ont exercé la fonction de sélectionneur de l'équipe nationale depuis 1982 en comptant ceux qui ont assuré l'intérim. Le Suisse Hans-Peter Zaugg, entraîneur lors de quarante-cinq matchs entre 2007 et 2012, détient le record de longévité. Il est le sélectionneur qui a remporté le plus de matchs avec la sélection, avec cinq matchs et a le pourcentage le plus important de matchs gagnés sur le nombre de matchs (11,1 %).
Les premiers sélectionneurs sont de nationalité liechtensteinoise et n'ont dirigé qu'un match. Les sélectionneurs étrangers qui prennent ensuite la succession dirigent la sélection sur une plus longue durée (d'un mois à six années). La plupart des sélectionneurs étrangers sont de langue allemande (Allemagne, Suisse, Autriche), à l'exception de l'Islandais Helgi Kolviðsson. Entre ces mandats, un seul sélectionneur local a assuré l'intérim, Erich Bürzle en juin 1998, déjà sélectionneur en mai 1990.

### Équipe technique actuelle
Le tableau suivant présente l'équipe technique actuelle de l'équipe nationale,.
| Nom                 | Rôle                     |
| ------------------- | ------------------------ |
| Konrad Fünfstück    | Sélectionneur            |
| Michael Koller      | Sélectionneur adjoint,   |
| Dietmar Kupnik      | Entraîneur des gardiens. |
| Ecki Hermann        | Médecin de l'équipe      |
| Handan Frauenfelder | Médecin de l'équipe      |
| Christian Schlegel  | Médecin de l'équipe      |
| Mark Posselt        | Médecin de l'équipe      |
| Roland Müller       | Physiothérapeute         |
| Christian Artho     | Physiothérapeute         |

## Infrastructures

Liste des villes où la sélection du Liechtenstein a joué au moins un match

Les deux premières rencontres de la sélection, face à la Malaisie et la Suisse en 1981 et en 1982, se disputent au Sportanlage Rheinau (en) de Balzers. Ce stade, d'une capacité de 2 000 places, accueille au total quatre rencontres de la sélection durant les années 1980 et 1990, mais n'est plus utilisé depuis.
La sélection évolue ensuite au Sportpark Eschen-Mauren d'Eschen de 1990 à 1997, elle y dispute onze matchs avant d'être contrainte de quitter ce stade jugé trop ancien par la FIFA et l'UEFA, les Bleus-Rouges y jouent leur dernier match le 6 septembre 1997, une défaite huit buts à un contre la Roumanie. Ce stade, d'une capacité de 2 000 places également, a été réutilisé une seule fois depuis par la sélection, lors d'une défaite cinq buts à un face à la Biélorussie en mai 2014.
Depuis 1998, la sélection dispute ses rencontres à domicile au Rheinpark Stadion situé dans la capitale Vaduz. Construit en l'espace d'un an de 1997 à 1998 pour un montant de 19 millions de francs suisses, ce stade, avec une capacité initiale de 3 500 places assises, est la plus grande enceinte de la principauté. Deux nouvelles tribunes, construites en 2006, ont porté sa capacité à 6 127 places assises. Inauguré le 31 juillet 1998, la sélection y dispute le 10 octobre sa première rencontre face à la Slovaquie. Les Liechtensteinois s’inclinent sur le score de quatre buts à zéro.
Le stade accueille également les rencontres à domicile du FC Vaduz, engagé dans le championnat suisse, et la finale de la coupe du Liechtenstein. Il est également utilisé pour de nombreuses rencontres internationales notamment la finale du championnat d'Europe des moins de 19 ans en 2003.

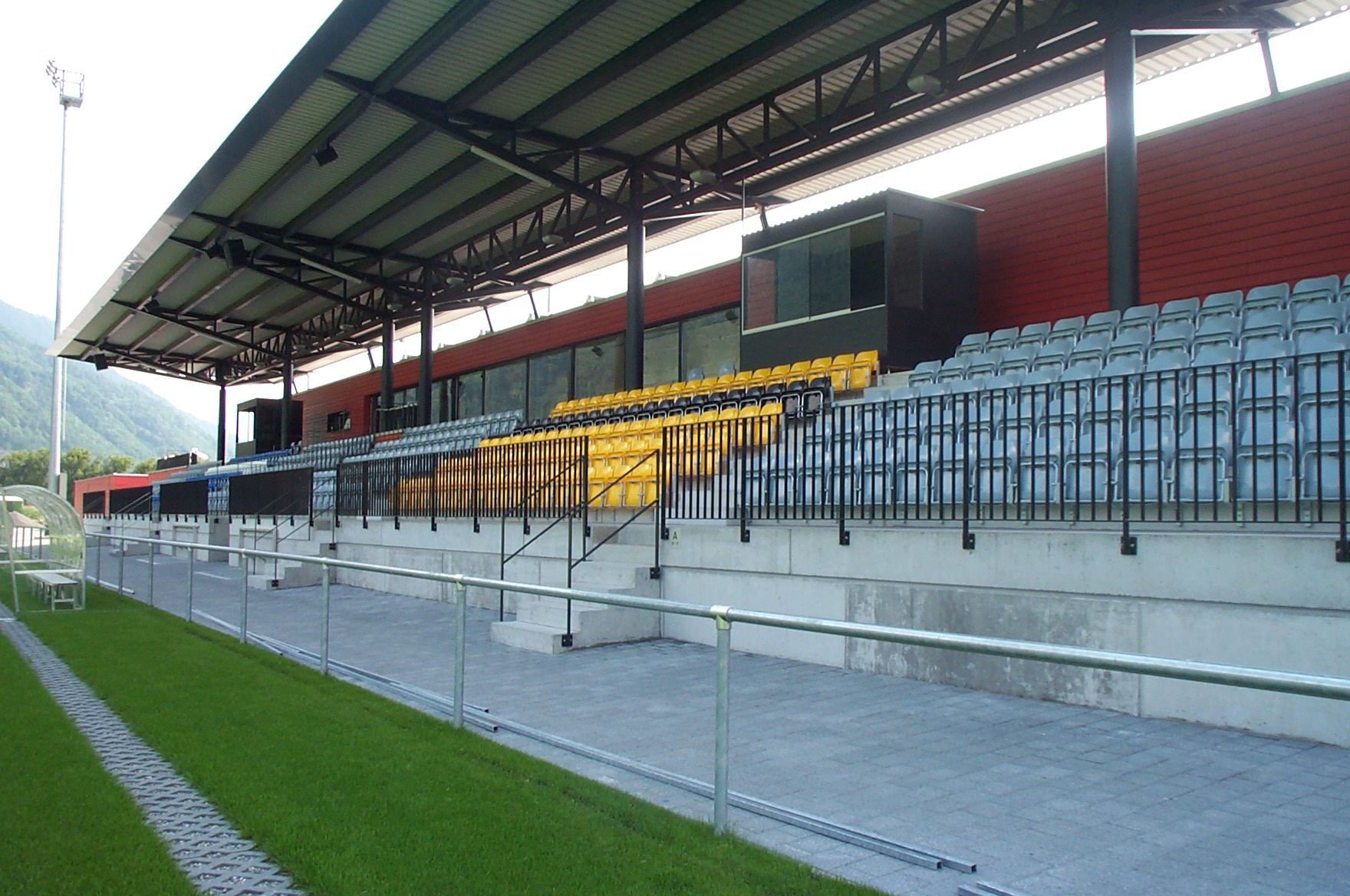
Le Sportpark Eschen-Mauren à Eschen
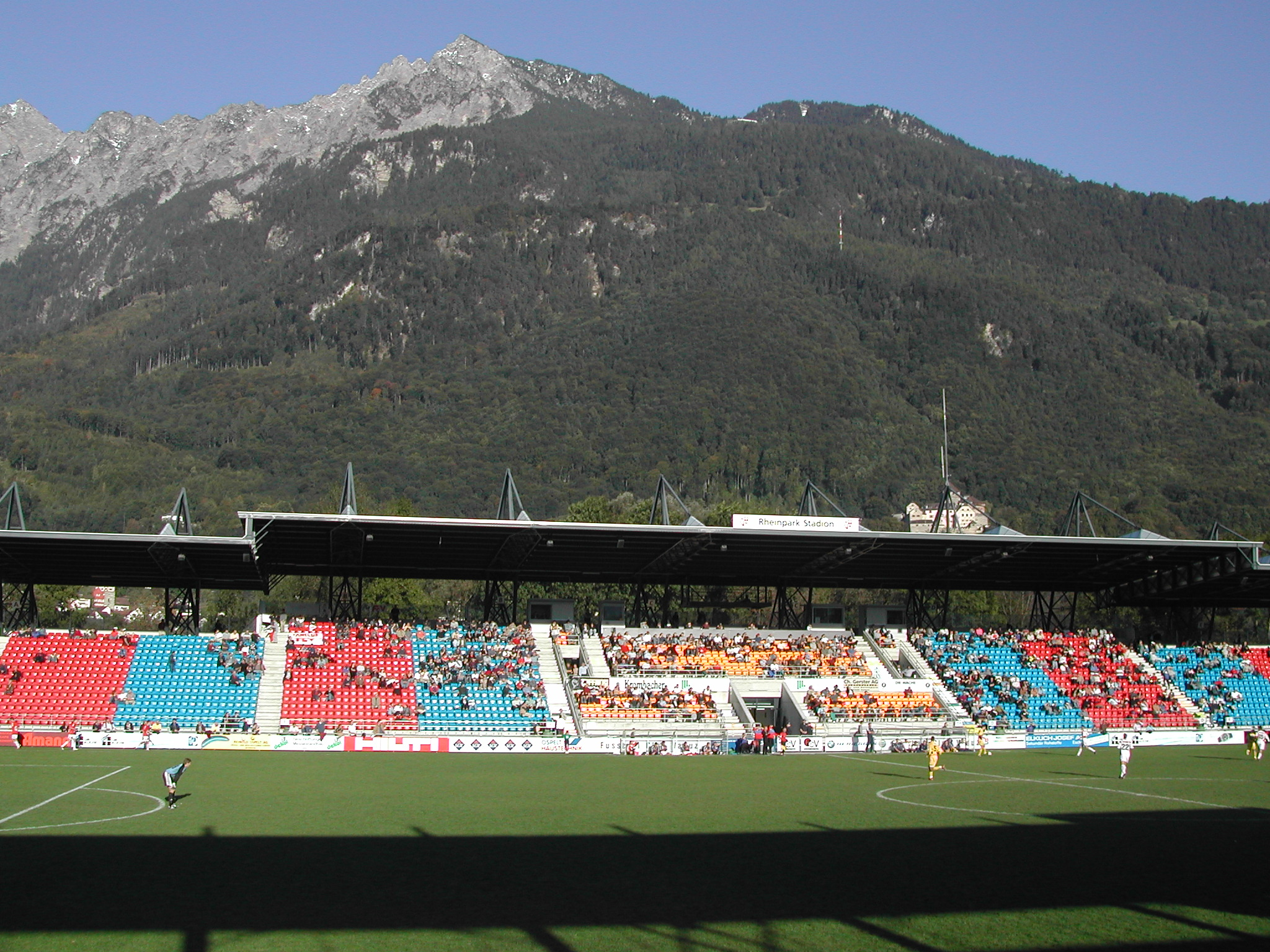
Le Rheinpark Stadion à Vaduz.

## Résultats

### Coupe du monde
L'équipe du Liechtenstein n'a jamais participé à la Coupe du monde de football. Elle est inscrite pour la première fois aux qualifications pour la Coupe du monde 1998 en France. Durant ces éliminatoires, elle connaît la pire défaite de son histoire, à domicile, le 9 novembre 1996, contre la Macédoine, se soldant par un score de onze buts à un pour les visiteurs. Elle n'a inscrit son premier point que contre le Portugal, pourtant finaliste de l'Euro 2004 quelques mois auparavant, le 9 octobre 2004, à domicile, ce qui constitue une sensation et quatre jours plus tard, elle remporte son premier match contre le Luxembourg, sur le score de quatre buts à zéro. Finalement, dans son groupe, le Liechtenstein engrange huit points, ce qui constitue sa meilleure performance (deux victoires contre le Luxembourg et deux matchs nuls contre le Portugal et la Slovaquie). Cet exploit n'est pas réédité dans les éliminatoires suivants.
| Année | Position     |      | Année         | Position |                       | Année | Position |
| 1930  | Non inscrite | 1974 | Non inscrite  | 2010     | Non qualifiée         |       |          |
| 1934  | Non inscrite | 1978 | Non inscrite  | 2014     | Non qualifiée         |       |          |
| 1938  | Non inscrite | 1982 | Non inscrite  | 2018     | Non qualifiée         |       |          |
| 1950  | Non inscrite | 1986 | Non inscrite  | 2022     | Non qualifiée         |       |          |
| 1954  | Non inscrite | 1990 | Non inscrite  | 2026     | Éliminatoire en cours |       |          |
| 1958  | Non inscrite | 1994 | Non inscrite  | 2030     | À venir               |       |          |
| 1962  | Non inscrite | 1998 | Non qualifiée | 2034     | À venir               |       |          |
| 1966  | Non inscrite | 2002 | Non qualifiée |          |                       |       |          |
| 1970  | Non inscrite | 2006 | Non qualifiée |          |                       |       |          |

### Championnat d'Europe
Comme pour la Coupe du monde, l'équipe du Liechtenstein ne s'est jamais qualifiée pour le Championnat d'Europe. Elle est inscrite pour la première fois dans des éliminatoires pour l'Euro 1996 en Angleterre. Elle inscrit son premier point dans ces éliminatoires en faisant match nul et vierge contre l'Irlande, terminant dernière du groupe. Il faut attendre les éliminatoires de l'Euro 2000 pour voir la première victoire dans des éliminatoires de l'Euro, contre l'Azerbaïdjan, à domicile, sur le score de deux buts à un. Elle termine avec quatre points, en obtenant un match nul et vierge contre la Hongrie. Elle connaît quelques victoires après mais ce sont les défaites et la dernière place qu'elle côtoie. Sa pire défaite dans ces éliminatoires se solde par un score de huit buts à zéro, à deux reprises contre le Portugal en décembre 1994 et en juin 1999.
| Année | Position     |      | Année         | Position |               | Année | Position |
| 1960  | Non inscrite | 1988 | Non inscrite  | 2016     | Non qualifiée |       |          |
| 1964  | Non inscrite | 1992 | Non inscrite  | 2020     | Non qualifiée |       |          |
| 1968  | Non inscrite | 1996 | Non qualifiée | 2024     | Non qualifiée |       |          |
| 1972  | Non inscrite | 2000 | Non qualifiée | 2028     | À venir       |       |          |
| 1976  | Non inscrite | 2004 | Non qualifiée | 2032     | À venir       |       |          |
| 1980  | Non inscrite | 2008 | Non qualifiée |          |               |       |          |
| 1984  | Non inscrite | 2012 | Non qualifiée |          |               |       |          |

### Ligue des nations
| Édition   | Ligue | Phase de Groupe | Phase de Groupe | Phase de Groupe | Phase de Groupe | Phase de Groupe | Phase de Groupe | Phase de Groupe | Phase finale | Phase finale | Phase finale | Phase finale | Phase finale | Phase finale | Phase finale | Phase finale |
| Édition   | Ligue | Class.          | M               | V               | N               | D               | bp              | bc              | Pays hôte    | Résultat     | M            | V            | N            | D            | bp           | bc           |
| --------- | ----- | --------------- | --------------- | --------------- | --------------- | --------------- | --------------- | --------------- | ------------ | ------------ | ------------ | ------------ | ------------ | ------------ | ------------ | ------------ |
| 2018-2019 | D     | 4/4             | 6               | 1               | 1               | 4               | 7               | 12              | 2019         | Inéligible   | Inéligible   | Inéligible   | Inéligible   | Inéligible   | Inéligible   | Inéligible   |
| 2020-2021 | D     | 2/3             | 4               | 1               | 2               | 1               | 3               | 2               | 2021         | Inéligible   | Inéligible   | Inéligible   | Inéligible   | Inéligible   | Inéligible   | Inéligible   |
| 2022-2023 | D     | 4/4             | 6               | 0               | 0               | 6               | 1               | 11              | 2023         | Inéligible   | Inéligible   | Inéligible   | Inéligible   | Inéligible   | Inéligible   | Inéligible   |
| 2024-2025 | D     | 3/3             | 4               | 0               | 2               | 2               | 3               | 6               | 2025         | Inéligible   | Inéligible   | Inéligible   | Inéligible   | Inéligible   | Inéligible   | Inéligible   |
| Total     | Total | Total           | 20              | 2               | 5               | 13              | 14              | 31              | Total        | Total        | 0            | 0            | 0            | 0            | 0            | 0            |

### Tournois amicaux
Le Liechtenstein a été invité à une occasion dans un tournoi amical, dans le cadre de la Coupe du Président, en 1981. Au cours de ce tournoi, il réalise pour le premier match de son histoire un match nul contre Malte sur le score d'un but partout, permettant ainsi à Ludwig Sklarski de devenir le premier buteur de la sélection du Liechtenstein. Puis il remporte le premier match de son histoire, contre l'Indonésie, sur le score de trois buts à deux et a affronté trois sélections asiatiques et deux clubs sud-américains (Danubio FC et Vitória FC). Malgré ces premières, la sélection est éliminée au premier tour, terminant avant-dernière du groupe B.
| Année                   | Position          |
| ----------------------- | ----------------- |
| Coupe du Président 1981 | 1er tour (invité) |

## Statistiques

Feuille de match entre le Liechtenstein et l'Australie (1-3), le 7 juin 2006 en football.

De juin 1981 à octobre 2024, l'équipe du Liechtenstein a joué 237 matchs selon la FIFA pour un bilan de 16 victoires, 30 matchs nuls et 191 défaites. Elle a marqué 95 buts et en a encaissé 665. Mais d'après la fédération du Liechtenstein, de mars 1982 à décembre 2017, elle a joué 177 matchs, pour un bilan de 12 victoires, 22 matchs nuls et 143 défaites, 72 buts inscrits contre 513 encaissés.

### Nations rencontrées
La sélection du Liechtenstein a essentiellement rencontré des sélections européennes. Elle a cependant aussi disputé des matchs contre des sélections asiatiques (Chine, Indonésie, Malaisie, Thaïlande, Arabie saoudite, Qatar et Hong Kong), rencontres qui se sont soldées par 6 victoires sur 7.
Elle rencontre une seule sélection océanienne (Australie en 2006) et deux sélections africaines (Togo en 2006 puis Cap-Vert en 2022), Australiens et Togolais étant tous deux présents en Europe dans le cadre de la préparation pour la Coupe du monde de football 2006, qui se déroulait en Allemagne, les trois rencontres se sont soldées par des défaites.
Et pour finir, la seule confrontation contre une sélection de la CONCACAF (États-Unis) s'est soldée par une défaite (quatre buts à un). Elle n'a pas rencontré de sélections de la CONMEBOL.

### Adversaires les plus fréquents
L'équipe du Liechtenstein n'a joué que 10 matchs contre des sélections non-européennes. Du fait de son faible niveau, elle connaît beaucoup de défaites.
Géographiquement situé entre la Suisse et l'Autriche, le Liechtenstein n'a pas réussi à battre ses voisins (9 défaites en 9 matchs contre la Suisse, 9 défaites en 9 matchs contre l'Autriche). Les 6 sélections les plus affrontées sont la Lettonie et la Macédoine du Nord (12 confrontations), suivies de l'Islande et la Slovaquie (11 confrontations), puis de la Bosnie (10 confrontations), ensuite vient l'Autriche, le Portugal et la Suisse (9 rencontres). Contre les sélections affrontées au moins 8 fois, elle a un bilan négatif contre chacune d'elles à l'exception de Saint-Marin (bilan neutre), mais elle a remporté au moins une victoire contre 3 d'entre elles, face à la Lettonie, Gibraltar et l'Islande.
| Adversaire         | Joués | Victoires | Matchs nuls | Défaites | Buts pour | Buts contre |
| ------------------ | ----- | --------- | ----------- | -------- | --------- | ----------- |
| Lettonie           | 12    | 1         | 2           | 9        | 5         | 19          |
| Macédoine du Nord  | 12    | 0         | 1           | 11       | 5         | 45          |
| Islande            | 11    | 1         | 2           | 8        | 6         | 35          |
| Slovaquie          | 11    | 0         | 2           | 9        | 1         | 30          |
| Bosnie-Herzégovine | 10    | 0         | 1           | 9        | 3         | 35          |
| Autriche           | 9     | 0         | 0           | 9        | 1         | 36          |
| Portugal           | 9     | 0         | 1           | 8        | 3         | 41          |
| Suisse             | 9     | 0         | 0           | 9        | 1         | 28          |
| Espagne            | 8     | 0         | 0           | 8        | 0         | 39          |
| Gibraltar          | 8     | 1         | 4           | 3        | 6         | 8           |
| Îles Féroé         | 8     | 0         | 0           | 8        | 4         | 21          |
| Saint-Marin        | 8     | 3         | 2           | 3        | 7         | 7           |

### Victoires du Liechtenstein
Sur ses 243 matchs, seules 19 victoires sont comptabilisées d'après la FIFA. Le Liechtenstein n'a remporté que 3 matchs durant les années 1980, un seul durant les années 1990, cinq durant les années 2000, sept durant les années 2010 et deux durant les années 2020. Au vu du peu de rencontres remportées, l'écart le plus important entre deux victoires est de 16 années, ce qui constitue un record (la Chine en 1982,, et l'Azerbaïdjan en 1998).
| FIFA | LFV  | Date       | Adversaire      | Résultat | Lieu de la rencontre | Compétition                           |
| ---- | ---- | ---------- | --------------- | -------- | -------------------- | ------------------------------------- |
| 003. | –    | 22/06/1981 | Indonésie       | 3-2      | Séoul (KOR)          | Match amical                          |
| 004. | –    | 05/10/1981 | Malaisie        | 1-0      | Balzers              | Match amical                          |
| 006. | –    | 06/06/1982 | Chine           | 2-0      | Vaduz                | Match amical                          |
| 035. | 032. | 14/10/1998 | Azerbaïdjan     | 2-1      | Vaduz                | Qualifications Euro 2000              |
| 063. | 060. | 30/04/2003 | Arabie saoudite | 1-0      | Vaduz                | Match amical                          |
| 076. | 073. | 13/10/2004 | Luxembourg      | 4-0      | Luxembourg (LUX)     | Qualifications Coupe du monde 2006    |
| 083. | 080. | 07/09/2005 | Luxembourg      | 3-0      | Vaduz                | Qualifications Coupe du monde 2006    |
| 095. | 092. | 28/03/2007 | Lettonie        | 1-0      | Vaduz                | Qualifications Euro 2008              |
| 101. | 098. | 17/10/2007 | Islande         | 3-0      | Vaduz                | Qualifications Euro 2008              |
| 125. | 122. | 09/02/2011 | Saint-Marin     | 1-0      | Serravalle (SMR)     | Match amical                          |
| 127. | 124. | 03/06/2011 | Lituanie        | 2-0      | Vaduz                | Qualifications Euro 2012              |
| 134. | 131. | 14/08/2012 | Andorre         | 1-0      | Vaduz                | Match amical                          |
| 156. | 153. | 15/11/2014 | Moldavie        | 1-0      | Chișinău (MDA)       | Qualifications Euro 2016              |
| 158. | 155. | 31/03/2015 | Saint-Marin     | 1-0      | Eschen               | Match amical                          |
| 180. | 177. | 14/12/2017 | Qatar           | 2-1      | Doha (QAT)           | Match amical                          |
| 185. | 182. | 09/09/2018 | Gibraltar       | 2-0      | Vaduz                | Ligue des Nations de l'UEFA 2018-2019 |
| 200. | 197. | 08/09/2020 | Saint-Marin     | 0-2      | Rimini (ITA)         | Ligue des Nations de l'UEFA 2020-2021 |
| 201. | 198. | 07/10/2020 | Luxembourg      | 1-2      | Luxembourg           | Match amical                          |
| 236. | 233. | 10/10/2024 | Hong Kong       | 1-0      | Vaduz                | Match amical                          |

### Classement FIFA
Du fait de la faiblesse de l'équipe, le classement du Liechtenstein est depuis 1993 assez bas. Débutant à la 160e rang place en 1993, son classement le plus bas, il réussit l'exploit de se classer 122e rang en 2005 et en 2007, ce qui constitue le meilleur rang de son histoire à ce jour. Entre 1993 et 2014, le Liechtenstein occupe en moyenne le 146e rang. La victoire contre la Moldavie lui a permis de remonter à la 132e rang place, en décembre 2014.
| Année               | 1993 | 1994 | 1995 | 1996 | 1997 | 1998 | 1999 | 2000 | 2001 | 2002 |
| ------------------- | ---- | ---- | ---- | ---- | ---- | ---- | ---- | ---- | ---- | ---- |
| Classement mondial  | 160  | 156  | 157  | 154  | 158  | 159  | 125  | 147  | 150  | 147  |
| Classement européen | 44   | 50   | 49   | 49   | 51   | 50   | 50   | 51   | 51   | 50   |
| Année               | 2003 | 2004 | 2005 | 2006 | 2007 | 2008 | 2009 | 2010 | 2011 | 2012 |
| Classement mondial  | 148  | 142  | 122  | 158  | 122  | 149  | 154  | 148  | 132  | 154  |
| Classement européen | 50   | 49   | 47   | 48   | 46   | 50   | 51   | 50   | 48   | 51   |
| Année               | 2013 | 2014 | 2015 | 2016 | 2017 | 2018 | 2019 | 2020 | 2021 | 2022 |
| Classement mondial  | 154  | 132  | 164  | 189  | 181  | 181  | 180  | 181  | 191  | 198  |
| Classement européen | 50   | 48   | -    | -    | -    | -    | 52   | 53   | 53   | 53   |
| Année               | 2023 | 2024 | 2025 | 2026 | 2027 | 2028 | 2029 | 2030 | 2031 | 2032 |
| Classement mondial  | 203  | 204  | -    | -    | -    | -    | -    | -    | -    | -    |
| Classement européen | 54   | 54   | -    | -    | -    | -    | -    | -    | -    | -    |

| Légende du classement mondial : | de 1 à 25 | de 26 à 50 | de 51 à 209 |

| Légende du classement européen : | de 1 à 15 | de 16 à 30 | de 31 à 55 |

## La sélection dans la culture populaire

### Le livreStamping Grounds: Liechtenstein's Quest for the World Cup
Poussé par le piètre bilan de l'équipe dans les matchs de qualifications, l'écrivain britannique, auteur de livres populaires d'histoires non-fictives, Charlie Connelly (en) a suivi toute la campagne de qualification pour la Coupe du monde de football 2002 et en a fait un livre avec le titre Stamping Grounds: Liechtenstein's Quest for the World Cup, paru dès le 23 mai 2002, en langue anglaise. Comme il est indiqué sur le livre, le Liechtenstein a perdu les huit matchs sans marquer un but. Il indique aussi dans son livre qu'avant lui, aucune personne n'a réalisé un ouvrage sur le football au Liechtenstein car « Peut-être que c'est parce qu'il n'y a pas beaucoup de choses à dire. » (« No one's written at such length about Liechtenstein before. Maybe that's because there's not much to say. ») mais il espère que cet ouvrage mettra en avant ce pays, ainsi que sa sélection nationale.
Voici un passage de son livre Stamping Grounds :
« There are approximately 3,000 Liechtenstein men in total between the ages of fifteen and thirty-five. Not all of them will play football, and of those who do only a percentage will be capable of kicking a ball in a straight line. So it's probably a reasonable guess that Ralf Loose has around four or five hundred basically competent footballers from whom to select a national team. »
« Until recently Liechtenstein had just one professional footballer. The same player, Mario Frick, is Liechtenstein's all-time leading international goalscorer. With three. And one of those was a penalty »,
Voici la traduction :
« Il y a environ 3 000 hommes liechtensteinois âgés de quinze à trente-cinq ans. Tous ne joueront pas au football, et seul un faible pourcentage sera capable de taper dans un ballon en ligne droite. On peut donc estimer que Ralf Loose doit composer avec une base de quatre à cinq cents footballeurs compétents afin de pouvoir composer une sélection nationale. »
« Jusqu'à récemment, le Liechtenstein n'avait qu'un seul joueur professionnel. Ce joueur, Mario Frick, est le meilleur buteur de la sélection. Avec trois buts, dont un était un penalty. »
Ce livre reçoit une bonne critique par le When Saturday Comes, qui précise que c'est « le meilleur livre jamais écrit sur le football au Liechtenstein » (« The best book yet written about Liechtenstein football »), ou par l'Irish Times (« For all those people who might be just a tad jaded by the World Cup, this book is the perfect tonic », ce qui veut dire : « Pour toutes ces personnes qui pourraient être juste un peu blasées par la Coupe du monde, ce livre est le parfait tonifiant. »), comme par The Times Hot Holiday Reads (« Charlie Connelly's hilarious account of following the Liechtenstein national team should be swallowed whole in one sitting. », ce qui signifie : « Le contenu hilarant de Charlie Connelly pour suivre l'équipe nationale du Liechtenstein doit être avalé entier en une seule séance »).

### Le documentaireKicken für die Krone
Il existe aussi en langue allemande, un documentaire sorti le 24 mars 2008, intitulé Kicken für die Krone, qui dure 93 minutes, produit par Sebastian Frommelt et Sigvard Wohlwend, pour la boîte de production suisse-liechtenstenoise Autoren.tv et en collaboration avec le groupe public audiovisuel suisse Schweizer Fernsehen. Le budget estimé de ce documentaire est de 650 000 francs suisses. Ce documentaire montre la sélection du Liechtenstein de l'intérieur, pour voir la vie des internationaux (leur vie de famille, leur travail, le football, les voyages à l'étranger avec la sélection, les discours du sélectionneur et même les célébrations après les rares victoires), durant les éliminatoires de l'Euro 2008.